# 트리마스틱스속
트리마스틱스속(Trimastix)은 엑스카바타계에 속하는 원생생물 속으로 트리마스틱스목(Trimastigida)의 유일속이다. 극히 적은 수의 종만이 알려져 있으며, 생태계에서의 이 생물 속의 역할은 잘 알려져 있지 않다. 그러나 아나이로모나다강 안에서 다른 생물 속과의 밀접한 연관성과 관련하여, 이 분류군에 관한 관심이 매우 높다. 이 목에 속하는 다른 종들과 마찬가지로 이 원생생물은 고전적인 의미의 미토콘드리아를 갖고 있지 않다. 이 미생물 등을 포함한 연구의 대부분은 미토콘드리아의 진화를 탐구할 목적, 그 자체로도 수행된다.

## 하위 종
트리마스틱스속에 속하는 종으로 트리마스틱스 피리포르미스(Trimastix pyriformis)가 있다.